# Layover
Layover (estilizado como LAYO(V)ER) é o álbum de estreia do cantor sul-coreano V, do BTS.  Foi lançado em 8 de setembro de 2023, através da Big Hit Music. O disco foi descrito como um álbum de pop, R&B e jazz "liderado pelos tons emocionantes da voz de V".
Layover consiste em seis faixas, incluindo uma versão adicional, em piano, da canção "Slow Dancing". Todas as faixas do álbum foram acompanhas de um videoclipe. Os videoclipes de "Love Me Again" e "Rainy Days" foram lançados antes, enquanto o de "Slow Dancing" foi lançado em 8 de setembro, junto do álbum;
De acordo com o Hanteo Chart, Layover vendeu mais de 1.67 milhão de cópias em seu primeiro dia, definindo um novo recorde para o maior primeiro dia de vendas por um solista coreano na história da tabela. O álbum estreou na segunda posição das tabelas Billboard Japan Hot Albums e Oricon Albums Chart. Layover também estreou na segunda posição da Billboard 200, com 100.000 unidades vendidas em sua primeira semana, igualando-o aos colegas de grupo Jimin e Suga, como os solistas coreanos com a maior posição alcançada na história da tabela.

## Antecedentes
Em 19 de julho de 2023, rumores sobre o futuro álbum de estreia solo de V começaram surgir após a revista Sports Chosun noticiar que o cantor lançaria o projeto ainda em 2023. Consequentemente, a gravadora Big Hit Music respondeu à notícia, porém não confirmou ou negou nada, ao passo que informou aos fãs que mais detalhes sobre os projetos de seus artistas seriam divulgados quando tudo estivesse confirmado.
Em 26 de julho, o crítico musical Kim Youngdae afirmou ter escutado canções do álbum, relatando que "há um novo lado de V que as pessoas verão". No mesmo dia, após ser indagado pelos fãs por meio de uma transmissão ao vivo na plataforma Weverse, o colega de grupo Jungkook disse ter ouvido algumas músicas do álbum, elogiando-as em seguida.
No dia 1º de agosto, a Big Hit Music divulgou que Min Hee-jin, diretora de criação do grupo NewJeans e CEO da subsidiária da Hybe, ADOR, estava liderando a produção, música, coreografia, design e divulgação do álbum de estreia de V. Min afirmou que: "Preparamos músicas que refletem as preferências de V [...] Em vez de um estilo familiar, colocamos o foco na música que queremos fazer e na música que podemos fazer bem". Posteriormente, V disse estar "nervoso, porém feliz" como o lançamento do álbum, afirmando que o projeto é repleto de seus gostos e que os fãs poderão ver "um novo lado de V como um solista, diferente de V do BTS".
Em 7 de agosto, um teaser foi divulgado nas redes sociais do cantor e da gravadora, anunciando o lançamento do álbum e seu título, Layover, para 8 de setembro, e iniciando a pré-venda das versões física e digital do álbum. No mesmo dia, a Big Hit Music divulgou que o álbum, primariamente influenciado pelo gênero R&B, consiste em seis faixas, todas acompanhadas de videoclipes, e que a canção "Slow Dancing" seria o carro-chefe do projeto.
Em entrevista para W Korea, V creditou o álbum Pink Tape (2013) do grupo f(x) como uma grande inspiração para o projeto, ao passo que afirmou que, ao trabalhar em Layover, ele descobriu sua essência vocal, relatando ter encontrado sua "nova identidade vocal".

## Música e letras
No dia em que o álbum foi anunciado oficialmente, a Big Hit Music divulgou que Layover é influenciado pelo R&B, sendo constituído por seis faixas, sendo elas "Rainy Days", "Blue", "Love Me Again", "Slow Dancing", "For Us", e, como faixa bônus, a versão em piano de "Slow Dancing". Ao sugerir que os fãs escutem o álbum em ordem, a gravadora informou que a faixa "Slow Dancing" seria o single principal do projeto, descrevendo-a como um "soul romântico dos anos 1970 que exala um sentimento descontraído e de espírito livre". "Love Me Again" foi descrita como uma “faixa de R&B cativante que destaca a voz grave de V”, enquanto “For Us” é uma “faixa de R&B pop que serve como um epílogo, despertando emoções profundas com os vocais de V e letras únicas”. Todas as cinco faixas do álbum terão videoclipes oficiais.

## Lançamento e promoção
Antecedendo o lançamento do álbum, V lançou o primeiro videoclipe do álbum, para a faixa "Love Me Again", em 9 de agosto, enquanto o videoclipe de "Rainy Days" foi lançado em 11 de agosto, acompanhado do lançamento oficial de ambas as canções nas plataformas de streaming e download digital. Nos dias 22 e 25 de agosto, V lançou prévias do clipe de "Blue". O videoclipe de "Slow Dancing" foi lançado no dia do lançamento do álbum, enquanto os de "Blue" e "For Us" foram divulgados em 13 e 15 de setembro, respectivamente. V posteriormente divulgou o álbum em vários programas musicais.
Em comemoração ao álbum, V lançou as canções "Scenary" (2019), "Winter Bear" (2019) e "Snow Flower" (2020) em todas as plataformas digitais no dia 28 de agosto, uma vez que anteriormente estavam disponíveis de forma oficial apenas no SoundCloud e no Youtube.

## Recepção da crítica
| Críticas profissionais | Críticas profissionais |
| Avaliações da crítica  | Avaliações da crítica  |
| Fonte                  | Avaliação              |
| ---------------------- | ---------------------- |
| Clash                  | 8/10                   |
| NME                    | [ 26 ]                 |

Escrevendo para a revista Clash, Abbie Aitken atribuiu à Layover nota oito de dez, enaltecendo a coesão do projeto e afirmando que V "obviamente tinha um som distinto que queria manter, sua visão clara habitada por seu senso de identidade". Aitken ainda acrescenta que a influência de jazz e R&B do álbum foi "elegantemente executada", citando "Slow Dancing" como maior destaque dentre as faixas. Rhian Daly, da NME, admirou como o álbum "exala sofisticação", ao dar seu "próprio toque moderno" aos sons clássicos, descrevendo "For Us" como a canção mais interessante do projeto.

## Desempenho comercial
No Spotify, o álbum acumulou 18.1 milhões de streams em suas primeiras 24 horas, tornando-se a terceira maior estreia de um álbum de solista coreano na história da plataforma. Layover obteve 101.4 milhões de streams em sua primeira semana, configurando-se como a maior estreia semanal de um álbum por solista coreano na história, bem como o primeiro álbum de um artista solo coreano a ultrapassar a marca de 100 milhões de reproduções em uma semana.
De acordo com a Hanteo, um dos maiores rastreadores de vendas de música na Coreia do Sul, Layover vendeu mais de 1.67 milhões de cópias em seu primeiro dia, definindo um novo recorde para as maiores vendas de primeiro dia por um solista coreano na história. Ao final de sua primeira semana, o as vendas do álbum totalizaram 2.101.974 cópias, marcando a primeira que vez que o álbum de um solita ultrapassou a marca de dois milhões de unidades durante a primeira semana. Layover conquistou a maior estreia semanal de vendas de um álbum solo coreano, quebrando o recorde anteriormente detido pelo companheiro de grupo, Jimin, com Face (1.45 milhões de cópias), e a décima maior primeira semana dentre todos os álbuns coreanos.
No Japão, Layover estreou na segunda posição da tabela Hot Albums da Billboard Japan, com 238.057 cópias físicas e 6.773 cópias digitais vendidas entre o período de 4 a 10 de setembro. Na mesma semana, o álbum também estreou na segunda posição da tabela de álbuns da Oricon, alcançado também o topo da tabela de álbuns digitais.
Nos Estados Unidos, o álbum estreou na segundo posição da Billboard 200, vendendo o equivalente a 100.000 unidades em sua primeira semana.

### Canções
"Love Me Again" e "Rainy Days" estrearam nas posições de número 11 e 20, respectivamente, da tabela global semanal da plataforma. Na parada global diária, "Rainy Days" atingiu a 12ª posição enquanto "Love Again" alcançou o número 10. Na parada Billboard Global 200, "Love Me Again" e "Rainy Days" estrearam nas 12ª e 16ª posições, ao passo que na tabela Global Excl. US, ambas debutaram no top 10, nos números 6 e 8, respectivamente, fazendo de V o primeiro solista coreano a estrear duas canções no top 10 da tabela simultaneamente.
Na semana seguinte ao lançamento digital das faixas "Love Me Again" e "Rainy Days", Layover estreou na 28ª posição da tabela Hot Albums da Billboard Japan, antes mesmo de seu lançamento oficial completo. Na mesma semana, as duas canções debutaram nos números 76 e 91 da Billboard Japan Hot 100, respectivamente.
Nos Estados Unidos, "Love Me Again" estreou na 96ª posição da Billboard Hot 100, na semana de 26 de agosto de 2023.

## Lista de faixas
| N.º            | Título                        | Compositor(es)                                                              | Produtor(es)           | Duração |  |
| 1.             | "Rainy Days"                  | Donghyun Kim Frankie Scoca Freekind Gigi Masta Wu                           | Scoca                  | 2:59    |  |
| 2.             | "Blue"                        | Absent Chronicles Catharina Stoltenberg Gigi Henrietti Motzfeldt Jinsu Park | Absent Chronicles Park | 2:29    |  |
| 3.             | "Love Me Again"               | Kim Freekind Gigi Park                                                      | Freekind Park          | 3:02    |  |
| 4.             | "Slow Dancing"                | Kim Freekind Gigi Park                                                      | Freekind Park          | 3:07    |  |
| 5.             | "For Us"                      | Freekind Monro                                                              | Monro                  | 2:51    |  |
| 6.             | "Slow Dancing" (Versão piano) | Kim Freekind Gigi Park                                                      | Freekind Park          | 3:08    |  |
| Duração total: | Duração total:                | Duração total:                                                              | Duração total:         | 17:36   |  |

## Tabelas musicais

### Tabelas semanais
| Tabela musical (2023)                         | Melhor posição |
| --------------------------------------------- | -------------- |
| Alemanha (Offizielle Top 100)                 | 4              |
| Bélgica (Ultratop Flanders)                   | 7              |
| Bélgica (Ultratop Wallonia)                   | 5              |
| Coreia do Sul (Circle)                        | 1              |
| Estados Unidos (Billboard 200)                | 2              |
| Finlândia (Suomen virallinen lista)           | 19             |
| França (SNEP)                                 | 6              |
| Itália (FIMI)                                 | 12             |
| Japão (Oricon)                                | 2              |
| Japão - Digital Albums (Oricon)               | 1              |
| Japão - Combined Singles (Oricon)             | 31             |
| Japão - Hot Albums (Billboard Japan)          | 2              |
| Japão - Top Download Albums (Billboard Japan) | 1              |
| Lituânia (AGATA)                              | 6              |
| Reino Unido - Album Downloads (OCC)           | 1              |